# Armadillos
Els armadillos o tatús són uns petits mamífers de l'ordre dels cingulats, coneguts per presentar una cuirassa òssia. Anteriorment es classificaven tots a la família dels dasipòdids, però un estudi de l'ADN mitocondrial publicat el 2016 demostrà que la família Dasypodidae, amb el contingut que tenia aleshores, era parafilètica. Per aquest motiu, tots els armadillos tret dels dasipodins foren transferits a una nova família (Chlamyphoridae).
A més de les plaques òssies, les principals característiques de l'armadillo són les seves dents cilíndriques i sense esmalt, la seva mida petita, la seva capacitat per a crear túnels i remoure la terra, i la seva dieta fonamentada en insectes.

## Etimologia
El mot «armadillo» prové de l'espanyol, metonímic d'armadura. També s'anomena quirquincho, que prové del quitxua. El nom tatú prové de les llengües tupí-guaraní i significa 'closca dura', sent el mot que s'ha mantingut en portuguès brasiler. En nàhuatl és āyōtōchtli ('conill - tortuga').

## Classificació
Familia Dasypodidae
- Subfamília Dasypodinae
  - Gènere Dasypus
    - Armadillo de nou bandes, Dasypus novemcinctus
    - Armadillo de set bandes, Dasypus septemcinctus
    - Armadillo de musell larg meridional, Dasypus hybridus
    - Armadillo de musell llarg septentrional, Dasypus sabanicola
    - Armadillo de musell llarg de Kappler, Dasypus kappleri
    - Armadillo de musell llarg pelut, Dasypus pilosus
    - Armadillo de musell llarg de Yepes, Dasypus yepesi
    - Dasypus bellus †

  - Gènere Stegotherium †

Família Chlamyphoridae
- Subfamília Chlamyphorinae
  - Gènere Calyptophractus
    - Armadillo de Burmeister, Calyptophractus retusus

  - Gènere Chlamyphorus
    - Armadillo truncat, Chlamyphorus truncatus
- Subfamília Euphractinae
  - Gènere Chaetophractus
    - Armadillo pelut cridaner, Chaetophractus vellerosus
    - Armadillo pelut gros, Chaetophractus villosus
    - Armadillo pelut andí, Chaetophractus nationi

  - Gènere Macroeuphractus †
  - Gènere Paleuphractus †
  - Gènere Proeuphractus †
  - Gènere Doellotatus †
  - Gènere Peltephilus †
    - Armadillo banyut, P. ferox †

  - Gènere Euphractus
    - Armadillo de sis bandes, Euphractus sexcinctus

  - Gènere Zaedyus
    - Armadillo de la Patagònia, Zaedyus pichiy
- Subfamília Tolypeutinae
  - Gènere Kuntinaru †[6]
  - Gènere Cabassous
    - Armadillo de cua nua septentrional, Cabassous centralis
    - Armadillo de cua nua del Chaco, Cabassous chacoensis
    - Armadillo de cua nua meridional, Cabassous unicinctus
    - Armadillo de cua nua gros, Cabassous tatouay

  - Gènere Priodontes
    - Armadillo gegant, Priodontes maximus

  - Gènere Tolypeutes
    - Armadillo de tres bandes meridional, Tolypeutes matacus
    - Armadillo de tres bandes brasiler, Tolypeutes tricinctus

† Indica un tàxon extint.

## Filogènesi
Aquesta és una filogènesi simplificada actual del superordre dels xenartres, que inclou els armadillos. Es basa en el treball de Slater et al. (2016) i Delsuc et al. (2016).
|  | Dasypodidae                                                         |
|  |                                                                     |
|  | \| \| Pampatheriidae † \| \| \| \| \| \| Chlamyphoridae \| \| \| \| |
|  |                                                                     |
|  | Pampatheriidae †                                                    |
|  |                                                                     |
|  | Chlamyphoridae                                                      |
|  |                                                                     |

|  | Pampatheriidae † |
|  |                  |
|  | Chlamyphoridae   |
|  |                  |

|  | Cyclopedidae    |
|  |                 |
|  | Myrmecophagidae |
|  |                 |

|  | Megatheriidae †                                                    |
|  |                                                                    |
|  | \| \| Nothrotheriidae † \| \| \| \| \| \| Bradypodidae \| \| \| \| |
|  |                                                                    |
|  | Nothrotheriidae †                                                  |
|  |                                                                    |
|  | Bradypodidae                                                       |
|  |                                                                    |

|  | Nothrotheriidae † |
|  |                   |
|  | Bradypodidae      |
|  |                   |

|  | \| \| Mylodontidae † \| \| \| \| \| \| Megalonychidae † \| \| \| \| |
|  |                                                                     |
|  | Mylodontidae †                                                      |
|  |                                                                     |
|  | Megalonychidae †                                                    |
|  |                                                                     |

|  | Mylodontidae †   |
|  |                  |
|  | Megalonychidae † |
|  |                  |

|  | Megatheriidae †                                                    |
|  |                                                                    |
|  | \| \| Nothrotheriidae † \| \| \| \| \| \| Bradypodidae \| \| \| \| |
|  |                                                                    |
|  | Nothrotheriidae †                                                  |
|  |                                                                    |
|  | Bradypodidae                                                       |
|  |                                                                    |

|  | Nothrotheriidae † |
|  |                   |
|  | Bradypodidae      |
|  |                   |

|  | \| \| Mylodontidae † \| \| \| \| \| \| Megalonychidae † \| \| \| \| |
|  |                                                                     |
|  | Mylodontidae †                                                      |
|  |                                                                     |
|  | Megalonychidae †                                                    |
|  |                                                                     |

|  | Mylodontidae †   |
|  |                  |
|  | Megalonychidae † |
|  |                  |

|  | Cyclopedidae    |
|  |                 |
|  | Myrmecophagidae |
|  |                 |

|  | Megatheriidae †                                                    |
|  |                                                                    |
|  | \| \| Nothrotheriidae † \| \| \| \| \| \| Bradypodidae \| \| \| \| |
|  |                                                                    |
|  | Nothrotheriidae †                                                  |
|  |                                                                    |
|  | Bradypodidae                                                       |
|  |                                                                    |

|  | Nothrotheriidae † |
|  |                   |
|  | Bradypodidae      |
|  |                   |

|  | \| \| Mylodontidae † \| \| \| \| \| \| Megalonychidae † \| \| \| \| |
|  |                                                                     |
|  | Mylodontidae †                                                      |
|  |                                                                     |
|  | Megalonychidae †                                                    |
|  |                                                                     |

|  | Mylodontidae †   |
|  |                  |
|  | Megalonychidae † |
|  |                  |

|  | Megatheriidae †                                                    |
|  |                                                                    |
|  | \| \| Nothrotheriidae † \| \| \| \| \| \| Bradypodidae \| \| \| \| |
|  |                                                                    |
|  | Nothrotheriidae †                                                  |
|  |                                                                    |
|  | Bradypodidae                                                       |
|  |                                                                    |

|  | Nothrotheriidae † |
|  |                   |
|  | Bradypodidae      |
|  |                   |

|  | \| \| Mylodontidae † \| \| \| \| \| \| Megalonychidae † \| \| \| \| |
|  |                                                                     |
|  | Mylodontidae †                                                      |
|  |                                                                     |
|  | Megalonychidae †                                                    |
|  |                                                                     |

|  | Mylodontidae †   |
|  |                  |
|  | Megalonychidae † |
|  |                  |

|  | Dasypodidae                                                         |
|  |                                                                     |
|  | \| \| Pampatheriidae † \| \| \| \| \| \| Chlamyphoridae \| \| \| \| |
|  |                                                                     |
|  | Pampatheriidae †                                                    |
|  |                                                                     |
|  | Chlamyphoridae                                                      |
|  |                                                                     |

|  | Pampatheriidae † |
|  |                  |
|  | Chlamyphoridae   |
|  |                  |

|  | Cyclopedidae    |
|  |                 |
|  | Myrmecophagidae |
|  |                 |

|  | Megatheriidae †                                                    |
|  |                                                                    |
|  | \| \| Nothrotheriidae † \| \| \| \| \| \| Bradypodidae \| \| \| \| |
|  |                                                                    |
|  | Nothrotheriidae †                                                  |
|  |                                                                    |
|  | Bradypodidae                                                       |
|  |                                                                    |

|  | Nothrotheriidae † |
|  |                   |
|  | Bradypodidae      |
|  |                   |

|  | \| \| Mylodontidae † \| \| \| \| \| \| Megalonychidae † \| \| \| \| |
|  |                                                                     |
|  | Mylodontidae †                                                      |
|  |                                                                     |
|  | Megalonychidae †                                                    |
|  |                                                                     |

|  | Mylodontidae †   |
|  |                  |
|  | Megalonychidae † |
|  |                  |

|  | Megatheriidae †                                                    |
|  |                                                                    |
|  | \| \| Nothrotheriidae † \| \| \| \| \| \| Bradypodidae \| \| \| \| |
|  |                                                                    |
|  | Nothrotheriidae †                                                  |
|  |                                                                    |
|  | Bradypodidae                                                       |
|  |                                                                    |

|  | Nothrotheriidae † |
|  |                   |
|  | Bradypodidae      |
|  |                   |

|  | \| \| Mylodontidae † \| \| \| \| \| \| Megalonychidae † \| \| \| \| |
|  |                                                                     |
|  | Mylodontidae †                                                      |
|  |                                                                     |
|  | Megalonychidae †                                                    |
|  |                                                                     |

|  | Mylodontidae †   |
|  |                  |
|  | Megalonychidae † |
|  |                  |

|  | Cyclopedidae    |
|  |                 |
|  | Myrmecophagidae |
|  |                 |

|  | Megatheriidae †                                                    |
|  |                                                                    |
|  | \| \| Nothrotheriidae † \| \| \| \| \| \| Bradypodidae \| \| \| \| |
|  |                                                                    |
|  | Nothrotheriidae †                                                  |
|  |                                                                    |
|  | Bradypodidae                                                       |
|  |                                                                    |

|  | Nothrotheriidae † |
|  |                   |
|  | Bradypodidae      |
|  |                   |

|  | \| \| Mylodontidae † \| \| \| \| \| \| Megalonychidae † \| \| \| \| |
|  |                                                                     |
|  | Mylodontidae †                                                      |
|  |                                                                     |
|  | Megalonychidae †                                                    |
|  |                                                                     |

|  | Mylodontidae †   |
|  |                  |
|  | Megalonychidae † |
|  |                  |

|  | Megatheriidae †                                                    |
|  |                                                                    |
|  | \| \| Nothrotheriidae † \| \| \| \| \| \| Bradypodidae \| \| \| \| |
|  |                                                                    |
|  | Nothrotheriidae †                                                  |
|  |                                                                    |
|  | Bradypodidae                                                       |
|  |                                                                    |

|  | Nothrotheriidae † |
|  |                   |
|  | Bradypodidae      |
|  |                   |

|  | \| \| Mylodontidae † \| \| \| \| \| \| Megalonychidae † \| \| \| \| |
|  |                                                                     |
|  | Mylodontidae †                                                      |
|  |                                                                     |
|  | Megalonychidae †                                                    |
|  |                                                                     |

|  | Mylodontidae †   |
|  |                  |
|  | Megalonychidae † |
|  |                  |

### Evolució
La recerca genètica recent suggereix que un grup extint de mamífers amb closca gegants, els gliptodontins, haurien de ser incorporats en el llinatge dels armadillos. La seva divergència s'hauria produït fa uns 35 milions d'anys, més recent del que se suposava.

## Distribució

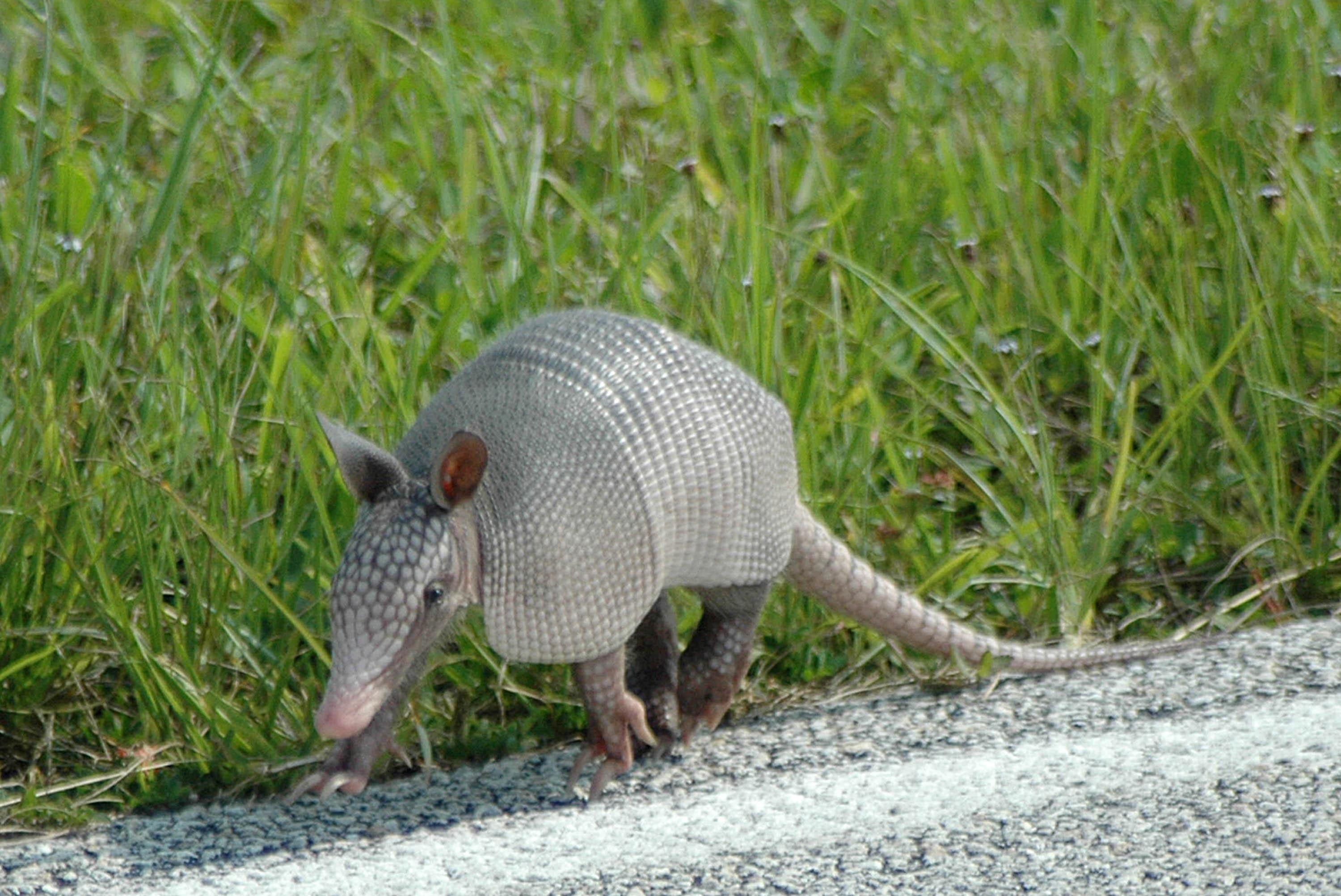
A Merritt Island, Florida.

Com tot el llinatge dels xenartres, els armadillos van sorgir a Amèrica del Sud. A causa de l'antic aïllament del continent, van estar confinats allà durant bona part del Cenozoic. La formació recent de l'istme de Panamà va permetre emigrar uns quants membres de la família cap a Amèrica del Nord als inicis del Plistocè, dintre del gran intercanvi americà (alguns del seu parents cingulats, com pampatèrids o gliptodontins, van fer el mateix recorregut).
Totes les espècies actuals dels armadillos estan presents a Amèrica del Sud. Són particularment diversos al Paraguai (on n'hi ha 11 espècies) i regions circumdants. Moltes espècie es troben en risc d'extinció, mentre que altres, com ara quatre espècies de Dasypus, es distribuieixen per tota Amèrica. El seu habitat s'ha anat expandint cap al nord, sobre tot en l'últim segle, afavorits per la manca de depredadors naturals.

## Característiques

### Mida
L'armadillo és un mamífer de mida petita o mitjana. L'espècie més petita pesa uns 85 grams i fa de 13 a 15 cm de longitud total. L'espècie més gran pot assolir els 54 kg i un metre i mig de llarg.

### Dieta i predació

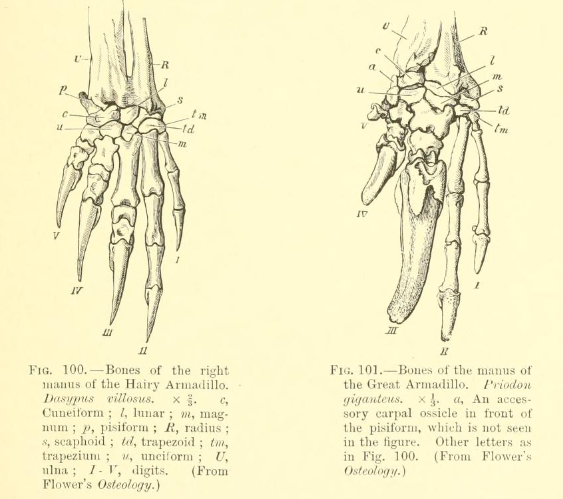
Garres d'un armadillo pelut i d'un gegant

Són excel·lents excavadors. Moltes espècies utilitzen les seves afilades garres per cavar i alimentar-se amb larves i construir caus estrets. La dieta dels diferents armadillos varia, però consisteix principalment en insectes, larves i altres invertebrats. Alguna espècie, tanmateix, s'alimenta gairebé exclusivament de formigues i tèrmits.
Són animals amb poca visió i empren el seu olfacte per trobar menjar. Els peus tenen cinc dits, però les mans en tenen entre tres i cinc En la dentició del tatú no es troben dents incisives ni canines, mentre que les dents laterals no distingeixen entre molars i premolars.

### Temperatura del cos
Igual que altres xenartres, els armadillos, en general, tenen baixatemperatura corporal, entre els 33 i els 36 °C i índexs metabòlics basals baixos (un 40–60% de l'habitual entre els mamífers placentaris amb la seva massa). Aquesta raó es compleix especialment en els Priodontes i els Tolypeutes, que s'alimenten només de tèrmits.

### Closca

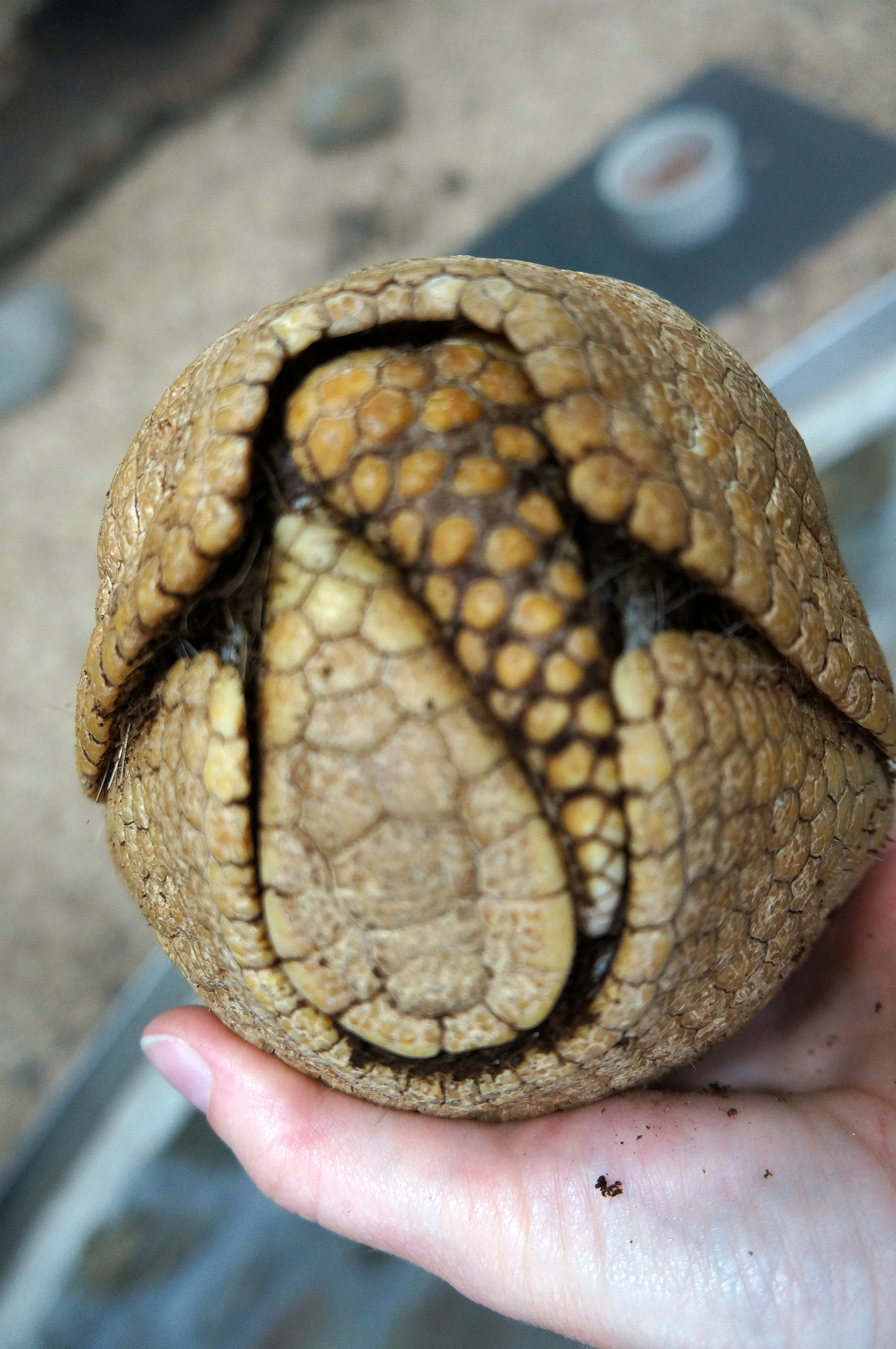
Tolypeutes enroscat, cobrint-se amb la seva closca.

La cuirassa està formada per plaques osteodèrmiques recobertes per unes petites escates de queratina. La majoria d'espècies té una closca rígida sobre les espatlles i els malucs, amb bandes - en diferent quantitat - separades per una pell flexible que cobreix l'esquena i els costats. Unes closques extra tapen la part superior del cap, les parts superiors de les extremitats i la cua. El ventre de l'animal mai és blindat i senzillament resta cobert amb pell tova i cuir. Aquesta mena d'armadura apareix per ser la defensa principal dels armadillos, en cas que l'animal no pugui fugir o cavar per escapolir-se de l'atac. Només els armadillos de tres bandes poden sobreviure a un atac frontal, gràcies a la seva capacitat d'enroscar-se i convertir-se en una bola cuirassada.

### Moviment
Els armadillos tenen les cames curtes, però es poden moure bastant de pressa i, a més, poden saltar més d'un metre d'altura. També poden nedar amb facilitat: per exemple, l'armadillo de nou bandes és conegut per la seva habilitat de nedador. Pot mantenir la respiració sota l'aigua fins a sis minuts o, per trajectes més llargs, té la capacitat d'inflar el seu estómac i intestins aspirant aire, per augmentar la flotabilitat.

### Reproducció
La gestació dura de 60 a 120 dies, depenent l'espècie. L'armadillo de nou bandes mostra implantació retardada, de manera que el part pot esdevenir fins a vuit mesos després de la copulació. La majoria de membres del gènere Dasypus dona a llum quadrigèmins monozigòtics, però altres espècies pot tenir ventrades que varien d'un a vuit cries. El jove neix amb una pell tova i peluda, que s'endureix al cap d'unes setmanes. Assoleixen la maduresa sexual entre els tres i els dotze mesos, depenent en l'espècie. Els armadillos no són animals sociables i no comparteixen cau amb altres adults.

## Antrozoologia

### Ciència

#### Malalties
Els armadillos s'empren sovint en l'estudi de la lepra, ja que amb els micos mangabeis, conills i ratolins, són de les poques espècies que contrauen la malaltia sistèmicament. És degut a la seva baixa temperatura corporal, que afavoreix el creixement del bacteri de la lepra, Mycobacterium leprae. Quant a les zoonosis, els éssers humans poden contraure lepra dels armadillos a través del contacte o de la ingestió. Abans de l'arribada dels europeus a finals del segle xv, la lepra era desconeguda en el Nou Món i, donat que els armadillos són nadius americans, en algun moment els humans van transmetre la malaltia a aquests animals.
L'armadillo és també un reservori natural de Trypanosoma cruzi, causant de la malaltia de Chagas.

#### Reproducció
L'armadillo de nou bandes és una de les espècies del gènere Dasypus que presenta camades de quadrigèmins sortits d'un únic embrió. La poliembrionia el fa idoni per l'experimentació científica, estudis conductistes i tests farmacèutics que requereixen d'individus genèticament idèntics. Les espècies de Dasypus (i no totes) són les úniques de mamífers amb aquesta característica. També és present en insectes paràsits de les famílies Encyrtidae, Dryinidae, Platygasteridae i Braconidae. en alguns cucs de terra i diversos invertebrats aquàtics.

### Accidents de trànsit

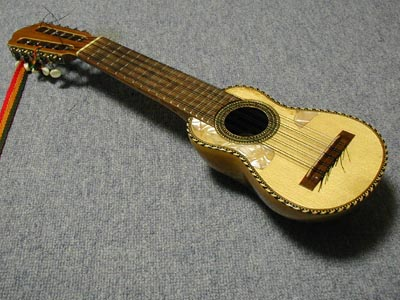
Charango fet amb un quirquincho

Els armadillos que han anat emigrant cap al nord, endinsant-se en territori estatunidenc, són sovint la causa d'accidents de circulació. El seu costum de saltar quan se senten amenaçats fa que, quan es troben davant d'un vehicle, acabin sent colpejats per la part davantera.

### Instruments musicals
Les closques d'armadillo s'han fet servir tradicionalment per fabricar el fons dels charangos, uns instruments de corda andins.

### Culinària

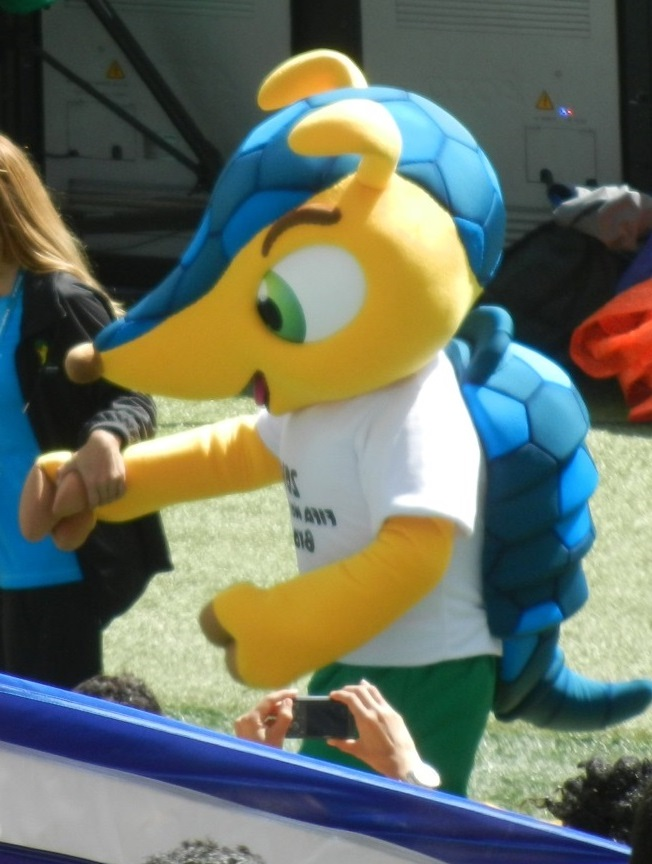
Fuleco, mascota del Mundial FIFA 2014.

En determinades regions de l'Amèrica Central i del Sud es consumeix carn d'armadillo. És un ingredient popular en Oaxaca, Mèxic i, durant la Gran depressió, als Estats Units també es va començar a consumir. Rebien el malnom de "porquets de Hoover", ja que culpaven al President Herbert Hoover per la desesperació econòmica en que el país es trobava en aquell temps.

### En la cultura popular
El conte The Beginning of the Armadillos és un dels capítols del llibre infantil de Rudyard Kipling Just So Stories, de 1902.
En el capítol 7x10 de la sitcom Friends, The One with the Holiday Armadillo, Ross es disfressa d'armadillo i intenta explicar al seu fill Ben el significat de la festa jueva de Hanukkà.
La mascota de la Copa del Món de Futbol de 2014, anomenada Fuleco, era un armadillo de tres bandes brasiler, endèmic de la regió nord-est del país. Els Tolypeutes són anomenats tatu-bola en portuguès brasiler. Moviments ecologistes van manifestar-se exigint que la FIFA destinés part de la recaptació de marxandatge en projectes de protecció d'aquest animal, que es troba en risc d'extinció.